# 乔恩·阿布库
乔纳森·Q·「乔恩」·阿布库（英語：Jonathan Q. "Jon" Arbuckle，通常称为乔恩·阿布库或昵称乔恩）是美国动漫《加菲猫》中的角色。他在电影中由布萊克金.邁耶饰演。

## 简述
乔恩是一个不太有名的漫画家。他的生活很宅（Nerdy）而且有些古板，总是穿着不合时宜的过时服装并且用老式的搭讪方式和女性交谈。他是加菲猫的主人，在曾经的室友莱门离开故事之后也成为了欧迪的主人。
在动画中，乔恩居住在印第安纳州的曼西市（Muncie），漫画中则没有说明。
乔恩的生日是1950年7月28日，这和加菲猫的作者吉姆·戴维斯一样。据作者本人说，乔恩·阿布库这个名字来自他小时候听过的一个咖啡广告。他还曾经在大学辩论赛的时候把这个名字挂在所谓的“专家意见”下。而构思加菲猫漫画的时候，他觉得“乔恩·阿布库”这个名字对于一个养着乖戾的大肥猫的主人来说再合适不过了。
虽然加菲猫不会说话，但是乔恩似乎可以通过意念和加菲交流。

## 生活

### 家庭
在动画《加菲猫和他的朋友们》（Garfield and Friends）中可以得知，乔恩是意大利裔，并有一个名为托尼（Tony）的祖先。乔恩有一个古板而严厉的父亲和一个慈祥的母亲。他们在乡下经营一个农场，乔恩也是在那里出生的。乔恩还有一个弟弟达克（Doc）。达克虽然年轻却已经和父亲一样完全并且非常古板。他曾经和乔恩一起去大城市生活，不过因为工作失败而回到农场。在一集漫画里，达克提到父亲准备把农场继承给他。
乔恩有一个不服老的时髦祖母。尽管年事已高，她依然喜欢听摇滚乐并且穿皮夹克骑破墙而入。乔恩的祖母似乎是住在城市里，和加菲猫很投缘。在生活上，她给过乔恩很多帮助，并且在动画中曾经和加菲猫一起挽救过乔恩的约会。她的丈夫，也就是乔恩的祖父，已经过世多年。

### 朋友

电影《加菲猫2》中布瑞金·梅耶饰演的乔恩和詹妮弗·海维特饰演的丽丝医生

乔恩的朋友不多，也很缺少社会活动。在高中时甚至被认为是“最有可能和厨具约会的人”。在漫画的早期他曾经有一个叫做莱门（Lyman）的室友，不过这个角色在1988年后就不再出场。乔恩常去社区里的一个简陋的意大利餐厅，并和餐厅的店长艾玛（Irma）很熟。
乔恩经常和不同的女性约会。不过因为他老土的作风和诡异的打扮而总是以失败告终。乔恩为了迎合约会女伴常去做各种蠢事（例如穿大猩猩服去赴约），而这些自以为是的行为让他的每一次约会都以失败告终。有时加菲猫也会去破坏他的约会。
丽丝·威尔逊（Liz Wilson）大夫是唯一可以和乔恩多次约会的人。她同时也是加菲和欧迪的兽医。在电影版中交待丽丝大夫是乔恩的高中同学，在漫画中则没有这一设定。乔恩会借着送加菲去看病的机会和丽丝大夫约会，不过经常被拒绝掉。有时候丽丝大夫也会和乔恩约会，但是在乔恩的愚钝行为和加菲的干扰下往往失败收场。随着剧情的发展，丽丝大夫和乔恩的关系越来越亲密，现在，丽丝大夫已经是乔恩的女朋友了。

### 工作
乔恩在漫画的第一集交待自己的职业为漫画家，不过在漫画中很少看到他在工作。在动画中，有时候也会在外面做一些兼职工作，比如电台的DJ。不过这些工作大多因为加菲的干扰而没法继续下去。而且，显然乔恩的工作并不很顺利，因为他的经济有些拮据。
在电影中乔恩使用由15寸的Apple Cinema Display平板显示器和Power Mac G4主机组成的苹果电脑工作。

## 爱好
乔恩喜欢收集袜子并且穿兔宝宝拖鞋。他喜欢波尔卡舞曲，会吹口琴和弹吉他并且“自认为”擅长手风琴。曾经有一集漫画中乔恩说他希望死后可以把骨灰撒在手风琴上。不过他的演奏技巧可不敢让人恭维。无聊的时候乔恩喜欢买一些怪东西或者做一些怪事（比如把邮票贴在脸上），而这些事都成为加菲猫的取笑对象。
乔恩喜欢的颜色是红色。和加菲猫不同的是，他喜欢无咖啡因的咖啡，因此曾让误喝的加菲吃尽苦头。

## 趣闻
- 乔恩曾经是加菲猫动画片中一次感恩节特典和圣诞节特典的主角。在这两集中，完全没有加菲猫和欧迪的出场。
- 乔恩也有Facebook账户。